# Zeppelin-Stiftung
Die Zeppelin-Stiftung mit Sitz in Friedrichshafen ist eine rechtlich unselbständige Gemeindestiftung. Das Stiftungsvermögen stellt somit ein städtisches Sondervermögen dar. Stiftungsträger ist die Stadt Friedrichshafen. Sie ist der Rechtsnachfolger der gleichnamigen und 1947 aufgelösten alten Zeppelin-Stiftung.
Die Stiftung hält 93,8 Prozent der Aktien der ZF Friedrichshafen AG und ist Eigentümerin der Luftschiffbau Zeppelin GmbH und der Zeppelin GmbH, zu denen zahlreiche weitere Tochtergesellschaften gehören. Mit den Erträgen aus diesen sogenannten Stiftungsbetrieben finanziert die Stiftung satzungsgemäß mildtätige und gemeinnützige Zwecke. Die Stiftung geht zurück auf die sogenannte Zeppelinspende des deutschen Volkes aus dem Jahr 1908, die der Förderung des Luftschiffbaus dienen sollte.

## Tätigkeit
Stiftungszweck ist laut aktueller Satzung die Förderung von
- Wissenschaft und Forschung. Er wird insbesondere verwirklicht durch die Einrichtung von Stiftungslehrstühlen an Hochschulen sowie
- ansässigen Bildungs- und Forschungseinrichtungen im Stadtgebiet.
- Bildung und Erziehung. Er wird insbesondere verwirklicht durch den Betrieb einer Musikschule, einer Volkshochschule und eines Medienhauses im Gebäude K 42 in Friedrichshafen.
- Kunst und Kultur. Er wird insbesondere verwirklicht durch die Durchführung kultureller Veranstaltungen durch das Kulturbüro und durch die Förderung und den Betrieb von Museen und die Organisation von Ausstellungen.
- Denkmalschutz. Er wird insbesondere verwirklicht durch die Erhaltung und Sanierung denkmalgeschützter Gebäude.
- Kinder- und Jugendhilfe. Er wird insbesondere verwirklicht durch den Betrieb von Kindergärten, Kindertagesstätten, von Kinder- und Jugendhäusern sowie die Förderung der Jugendarbeit der Sportvereine, Kirchen und anderer Träger der Jugendarbeit.
- Altenhilfe. Er wird insbesondere verwirklicht durch die Einrichtung und den Betrieb von Seniorenbegegnungsstätten sowie durch die Veranstaltung und Förderung von Seniorenveranstaltungen.
- Sport. Er wird insbesondere verwirklicht durch die Unterstützung der örtlichen Sportvereine
- mildtätiger Zwecke. Er wird insbesondere verwirklicht durch die Unterstützung wirtschaftlich Hilfsbedürftiger i. S. v. § 53 Nr. 2 Abgabenordnung

Die Stiftung verfolgt neben dem Erhalt des Grundvermögens, und der Dividendenausschüttungen daraus, ausschließlich mildtätige und gemeinnützige Zwecke im Sinne des Steuerrechts.

## Geschichte

### Vorgeschichte

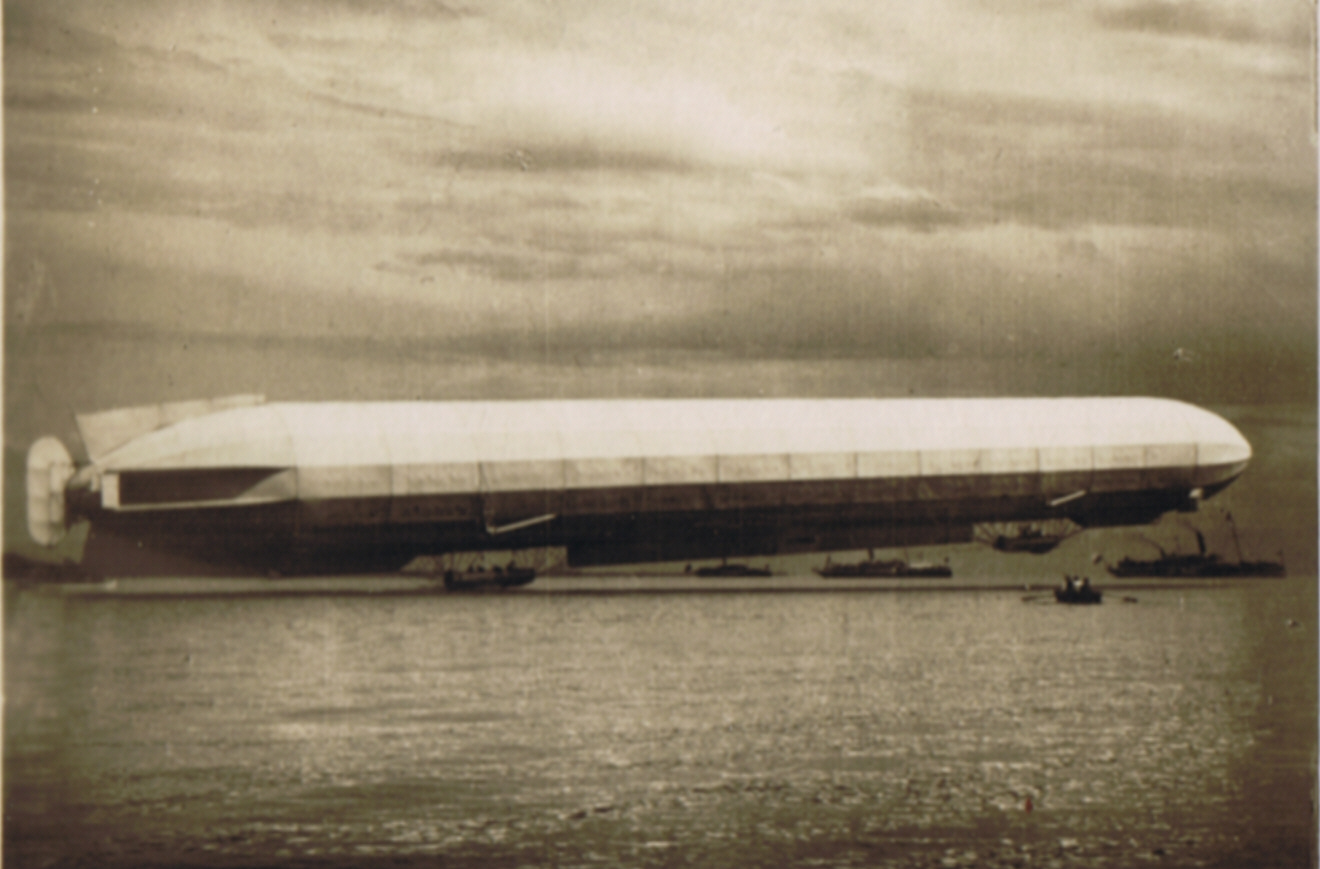
LZ 4 beim Start

Am 1. Juli 1908 hatte das von Ferdinand Graf von Zeppelin gebaute Luftschiff LZ 4, das erst am 20. Juni seine Jungfernfahrt absolviert hatte, von Friedrichshafen aus auf einer zwölfstündigen unangekündigten „Schweizerfahrt“ alle bisherigen Luftfahrtrekorde gebrochen und in der Öffentlichkeit Begeisterung ausgelöst. Am 4./5. August sollte eine weitere 24-Stunden-Langstreckenfahrt auf der 700-km-Rundstrecke Friedrichshafen–Basel–Straßburg–Karlsruhe–Mainz–Mannheim–Stuttgart–Friedrichshafen die Bedingung der preußisch-deutschen Militärverwaltung für einen Kauf und für die weitere finanzielle Unterstützung des von Zeppelin betriebenen Luftschiffbaus erfüllen. Nachdem wegen eines Motorschadens, der auf der Hinfahrt hatte repariert werden müssen, der Zeitrahmen bereits überschritten war, kam es auf der Rückfahrt zu einem weiteren Motorschaden an dem zweimotorigen Luftfahrzeug, der schließlich zu einer weiteren Fahrtunterbrechung am 5. August morgens bei Echterdingen führte. Die Begeisterung der Bevölkerung führte dazu, dass auf die Nachricht der Landung hin in weiter Umgebung, einschließlich des kurz zuvor überflogenen Stuttgart, Betriebe und Geschäfte schlossen und Menschenmassen mit Straßen- und Zahnradbahn über Degerloch und weiter mit der Filderbahn nach Echterdingen pilgerten. Züge und Bahnhöfe waren trotz Sonderzügen völlig überlastet. An der von württembergischem Militär abgesperrten Landestelle herrschte eine volksfestartige Stimmung. Zeitgenössische Schätzungen reichen von 40.000 bis 100.000 versammelten Personen.

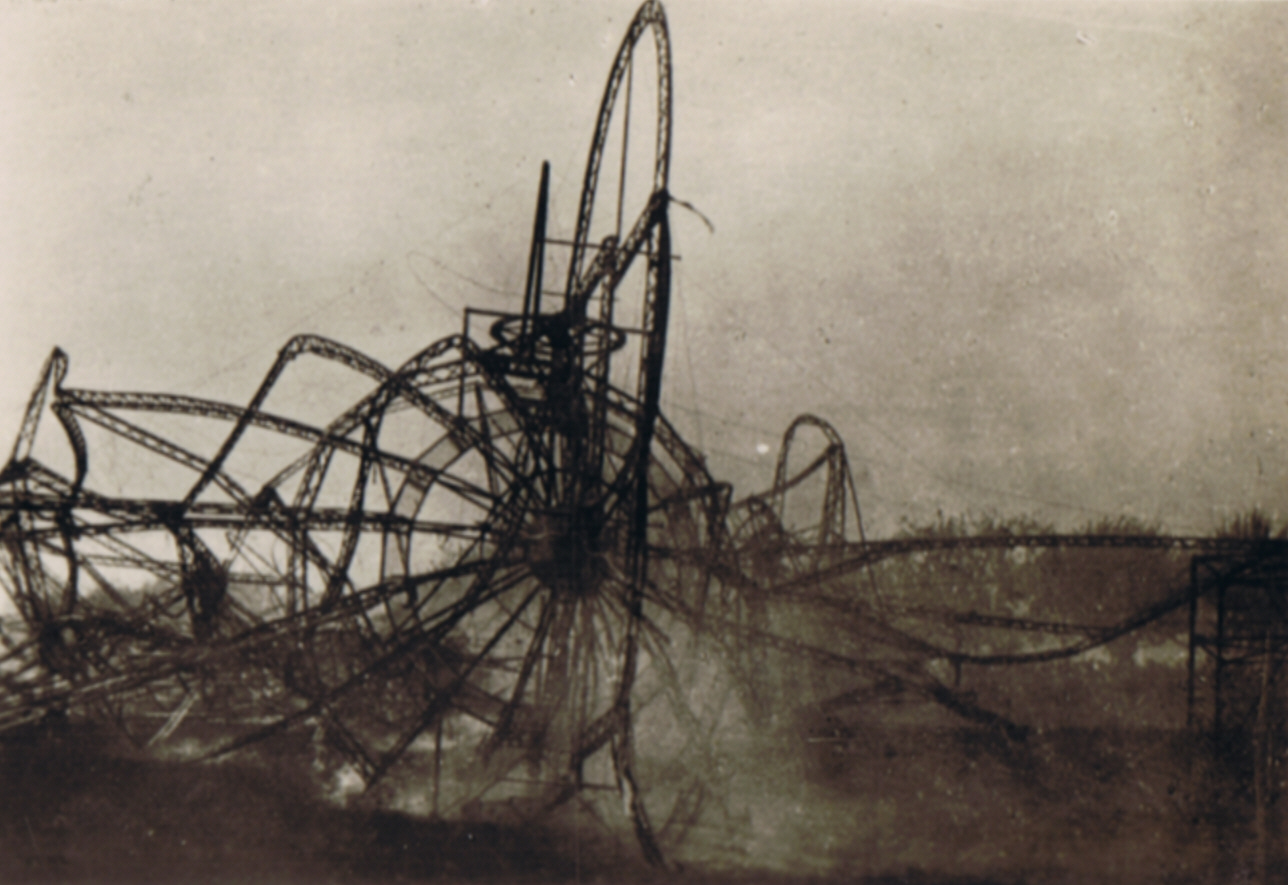
Das ausgebrannte LZ 4 am 8. Mai 1908 in Echterdingen

In dieser Situation riss das Luftschiff am Nachmittag in einer Böe aus seiner provisorischen Verankerung, ausströmender Wasserstoff entzündete sich, vermutlich durch elektrostatische Entladung, und LZ 4 ging in Flammen auf. Damit schien eine Fortführung der Luftschiffentwicklung Zeppelins, der fast sein gesamtes privates Vermögen investiert hatte, zunächst nicht mehr möglich. Spontan kam es nun jedoch zu Spenden für die Fortsetzung des Luftschiffbaus. Noch an der Unfallstelle wurde für Zeppelin gesammelt. Zeitungen griffen dies auf und verbreiteten Spendenaufrufe. Die Spendenbereitschaft ging durch alle Schichten. Innerhalb weniger Tage wurde klar, dass mit Sicherheit Summen aufgebracht werden würden, die eine nachhaltige Fortsetzung des Luftschiffbaus ermöglichen würden. Durch dieses Wunder von Echterdingen sah sich der Zeppelin wenig geneigte Kaiser Wilhelm II. gezwungen, sich im Rahmen einer in der Tradition wilhelminischer Spendenpraxis organisierten Sammlung symbolisch an die Spitze der Spender zu stellen: Als erster Spender leistete er einen Beitrag von 10.000 Mark an das Deutsche Reichs-Komitee zur Aufbringung des nationalen Luftschiffbaufonds für Graf von Zeppelin, dessen Ehrenpräsident Kronprinz Wilhelm war, dessen Präsidium Reichskanzler Bülow, der Staatssekretär des Innern Bethmann Hollweg und der preußische Kriegsminister Einem angehörten und das einen Beirat zur Frage der Mittelverwendung installierte. Diese preußische Vereinnahmung wurde von vielen Zeppelinanhängern als unangemessen und aufgrund der bekannten Antipathien gegen den „Narren vom Bodensee“ als heuchlerisch beurteilt, insbesondere in Südwestdeutschland.
In Stuttgart entstand der Nationale Luftschiff-Baufonds für den Grafen Zeppelin. Insgesamt spendeten Volk und Wirtschaft gut sechs Millionen Mark, wovon das Reichs-Komitee, dessen Einzelspenden aufgrund der Vorgabe des Kaisers auf 10.000 Mark beschränkt waren, ungefähr die Hälfte aufbrachte. Die größten Einzelspenden stammten von Industriellen und Industrie: Eduard Arnhold 100.000 Mark, Karl Lanz 50.000 Mark, Siemens & Halske, AEG, Theodor von Guilleaume und Guido Henckel von Donnersmarck je 10.000 Mark. Ungewöhnlich waren die Spenden des Vereins Deutscher Ingenieure von 50.000 Mark und seiner Kollegien Berlin und Stuttgart von 30.000 bzw. 20.000 Mark. Wilhelm II. von Württemberg spendete ebenfalls 20.000 Mark. Viele gutsituierte Bürger spendeten zwischen 10 und 100 Mark.

### Gründung, Betrieb und Ende / 1908–1947

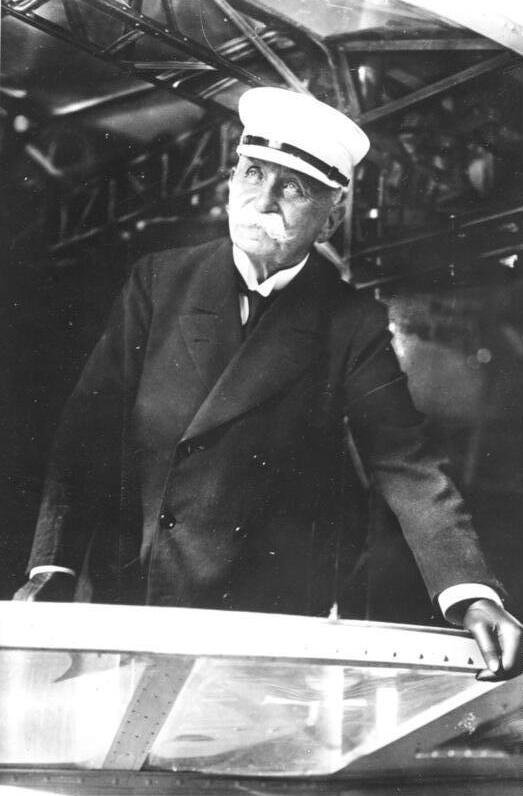
General Ferdinand Graf von Zeppelin ca. 1916 am Fenster der Führergondel des Marine-Luftschiffes L 30

Bereits am 8. September 1908 gründete Zeppelin daraufhin die Luftschiffbau Zeppelin GmbH und leitete mit Stiftungsurkunde vom 30. Dezember 1908 die Errichtung der Zeppelin-Stiftung ein, die am 16. April 1909 mit der staatlichen Anerkennung abgeschlossen war. In die Stiftung wurden die Spenden bzw. die daraus getätigten Erwerbungen als Vermögen eingebracht. Der große Umfang dieses Vermögens ermöglichte eine entsprechend weit gefasste Formulierung des Stiftungszwecks, was in der Folge von der Stiftung strategisch geschickt auch zum Aufbau von Zulieferern und Abnehmern genutzt werden sollte: Stiftungszweck war der Bau von Luftschiffen, die Förderung der Luftschifffahrt sowie die Beteiligung an Unternehmen, die den Bau oder den Verkauf von Luftfahrzeugen zum Gegenstand hatten. Ebenso wurde festgelegt, dass, wenn der ursprüngliche Zweck des Baus von Luftschiffen nicht mehr erfüllt werden könne, das Stiftungsvermögen an die Stadt Friedrichshafen fallen solle und von dieser für wohltätige Zwecke zu verwenden sei. Bis zum Ende des Zweiten Weltkriegs blieb der ursprüngliche Stiftungszweck bestehen. Insbesondere in den beiden Weltkriegen leistete die Stiftung damit ganz im Sinne des Stifters erhebliche Beiträge zur Rüstungsproduktion. Zum 1. März 1947 hob das zuständige württemberg-hohenzollerische Landesdirektorium auf Betreiben der Besatzungsmacht per Rechtsanordnung die Zeppelinstiftung als juristische Person des privaten Rechts auf.

### Neugründung und Betrieb / ab 1947
Nach Ende des Zweiten Weltkrieges erfolgte die Demilitarisierung Deutschlands durch den alliierten Kontrollrat. Nach der Aufhebung der ursprünglichen Zeppelin-Stiftung fiel das Stiftungsvermögen an die Stadt Friedrichshafen, die die neue Stiftung als nichtrechtsfähige örtliche Stiftung entsprechend den Vorgaben der ursprünglichen Stiftungsurkunde seither führt. Die Unternehmensbeteiligungen am Zeppelin-Konzern (der Luftschiffbau Zeppelin GmbH und ihrer Managementholding Zeppelin GmbH samt Tochtergesellschaften, mit Schwerpunkt im Handel und der Vermietung von Baumaschinen) sowie an dem Automobilzulieferer ZF Friedrichshafen AG, ebenfalls einer ehemaligen Tochtergesellschaft der Luftschiffbau Zeppelin GmbH, wurden dazu im Grundsatz beibehalten und sind in der Stiftungssatzung als Grundstockvermögen beschrieben.
Aufgrund der satzungsgemäßen Verpflichtung zur Förderung zur Forschung und Wissenschaft engagierte sich die Stadt Friedrichshafen und die Zeppelin-Stiftung beim Bau des Zeppelin NT durch die Zeppelin Luftschifftechnik ab dem Jahr 1993.

## Kritik
Die Auflösung der ursprünglichen Zeppelin-Stiftung und die dem ursprünglichen Satzungswunsch entsprechend gleichnamige Wiederbenennung als Zeppelin-Stiftung verursachte ab den 90er Jahren immer wieder für gerichtliche Auseinandersetzungen mit den Nachfahren des Grafen von Zeppelin und dem Rechtsnachfolger der Stiftung, der Stadt Friedrichshafen. Das Heranwachsen des Stiftungsbetriebes ZF AG aus den Trümmern der Stadt Friedrichshafen zu einem Weltkonzern mit knapp 153.522 (2020) Mitarbeitern weckt dabei Begehrlichkeiten.
Dabei wird von beiden Streitparteien unterschiedlich kritisiert, dass
- das Vermögen der ehemaligen Zeppelin-Stiftung ohne ein Gerichtsurteil auf dem Wege einer Verfügung des Regierungspräsidiums an die Stadt Friedrichshafen fiel.
- die heutigen Zeppelinbetriebe im Krieg komplett zerstört wurden und alleinig von den Bürgern und der Stadt wieder aufgebaut wurden.
- die Nachfahren der ehemaligen Stiftungsgründer nicht mehr im heutigen Stiftungsrat vertreten sind.[6]
- die Nachfahren 1990 ihre Aktienanteile am Stiftungsbetrieb ZF AG gewinnbringend für knapp 100 Mio. D-Mark an die Stadt verkauften, deshalb seither nicht mehr klageberechtigt sind und dadurch sich selbst vom weltweiten wirtschaftlichen Erfolg der ZF Friedrichshafen AG und des Zeppelin (Konzern) ab den 2000er ausgeschlossen haben.

Der Urenkel des Stifters, Albrecht von Brandenstein-Zeppelin, unterlag im Jahr 2020 in erster Instanz beim Verwaltungsgericht Sigmaringen mit einer Klage auf Feststellung der Nichtigkeit der Auflösungsanordnung von 1947 und dem Begehren einer Wiederherstellung der aufgehobenen Zeppelinstiftung unter Rückgabe ihrer Beteiligungen. Das Verwaltungsgericht verneinte seine Klagebefugnis, ohne in der Sache zu entscheiden. Im Dezember 2021 scheiterte der Versuch, Entschädigungen aus entgangenen Dividenden ab dem Aktienverkauf einzuklagen.